# نایجل تری
نایجل تری (انگلیسی: Nigel Terry؛ ‏ ۱۵ اوت ۱۹۴۵ – ۳۰ آوریل ۲۰۱۵) هنرپیشه اهل بریتانیا بود. وی بین سال‌های ۱۹۶۷ تا ۲۰۱۰ میلادی فعالیت می‌کرد.
از فیلم‌ها یا برنامه‌های تلویزیونی که وی در آن نقش داشته است، می‌توان به تروآ، اکس‌کالیبور، گوژپشتی، ادوارد دوم، آبی، کاراواجو، شیر در زمستان، مرثیه جنگ اشاره کرد.